# Тонга на Летњим олимпијским играма 2000.
Спортисти Тонге су пети пут учествовали на олимпијским играма 2000. у Сиднеју. Тонгоанску делегацију су чинило троје спортиста (2. мушкарца и 1. жена) који су се такмичили у три дисциплине у два спорта.
Екипа Тонге на није освојила ниједну медаљу.
Заставу Тонге на свечаном отварању Летњих олимпијских игара 2000. носила је је атлетичарка Ана Силулојо Лику.
Најмлађи спотиста у репрезентацији Тонге била је атлетичарка Ана Силулојо Лику са 26 године и 260 дана, а најстарији атлетичар Толутао Коула са 30 година и 79 дана.

## Учесници по спортовима
| Спорт         | Мушкарци | Жене | Укупно |
| ------------- | -------- | ---- | ------ |
| Атлетика      | 1        | 1    | 2      |
| Дизање тегова | 1        | 0    | 1      |
| Укупно (2)    | 2        | 1    | 3      |

## Резултати

### Атлетика

#### Мушкарци
| Атлетичар, Лични рекорд | Дисциплина | Група    | Група    | Четвртфинале     | Четвртфинале     | Полуфинале       | Полуфинале       | Финале           | Финале    | Детаљи |
| Атлетичар, Лични рекорд | Дисциплина | Резултат | Место    | Резултат         | Место            | Резултат         | Место            | Резултат         | Место     | Детаљи |
| ----------------------- | ---------- | -------- | -------- | ---------------- | ---------------- | ---------------- | ---------------- | ---------------- | --------- | ------ |
| Толутао Коула, 10,56 НР | 100 м      | 11,01    | 9 у гр 4 | Није се пласирао | Није се пласирао | Није се пласирао | Није се пласирао | Није се пласирао | = 82 / 99 |        |

#### Жене
| Атлетичарка Лични рекорд   | Дисциплина | Група    | Група     | Четвртфинале      | Четвртфинале      | Полуфинале        | Полуфинале        | Финале            | Финале | Детаљи |
| Атлетичарка Лични рекорд   | Дисциплина | Резултат | Место     | Резултат          | Место             | Резултат          | Место             | Резултат          | Место  | Детаљи |
| -------------------------- | ---------- | -------- | --------- | ----------------- | ----------------- | ----------------- | ----------------- | ----------------- | ------ | ------ |
| Ана Силулојо Лику 14,35 НР | 100 м пр.  | 15,58    | 8 у гр. 3 | Није се пласирала | Није се пласирала | Није се пласирала | Није се пласирала | Није се пласирала | 37/38  |        |

### Дизање тегова

#### Мушкарци
| Атлетичари        | Дисциплина | Трзај    | Трзај   | Избачај  | Избачај | Укупно | Пласман | Детаљи         |
| Атлетичари        | Дисциплина | Резултат | Пласман | Резултат | Пласман | Укупно | Пласман | Детаљи         |
| ----------------- | ---------- | -------- | ------- | -------- | ------- | ------ | ------- | -------------- |
| Тевита Кофе Нгалу | - 105 кг   | 127,5    | 17      | 167,5    | 13      | 295,0  | 13 /21  | [ мртва веза ] |